# Kruisstraat, 's-Hertogenbosch
Kruisstraat là một đơn vị hành chính của Hà Lan, thuộc thành phố 's-Hertogenbosch, tỉnh Noord-Brabant.
Dân số Kruisstraat có 500 người.
Kruisstraat là một ngôi làng nông nghiệp ở đô thị của 's-Hertogenbosch và thuộc về huyện Rosmalen Bắc. Cũng như Rosmalen Kruisstraat nằm ở maasland. Cho đến năm 1996 Kruisstraat thuộc về đô thị cũ của Rosmalen.
Tên của làng là do hai con đường chính của Kruisstraat, tạo thành một chữ thập. Những con đường này là đê mùa đông mà chạy theo hướng Đông-Tây, bảo vệ đô thị này khỏi bị ngập nước sông. Bắc của Kruisstraat là đất trũng, đất lấn biển phẳng của Empel tư nhân và, và ở phía nam có một sườn núi cát cao hơn mà là một số bất động sản của chăm sóc sức khỏe và cũng có rừng và tàn dư sức khỏe.
Trong Thế chiến thứ hai tầng hầm của tòa nhà thành phố tại Kruisstraat 64 đã được sử dụng như một nơi trú ẩn cho những người lính bị bệnh và bị thương Đức. Ở phía sau của tòa nhà này từ năm 1864, nằm ở phía bên đường phố, các lỗ đạn ngày nay vẫn còn nhìn thấy. Trong Thế chiến II, gia đình Văn Santvoort rằng sống trong tòa nhà này sơ tán. Gia đình của người hàng xóm Tinuske van Nistelrooij phải rời.